# Georgiĭ Krutikov
Georgiĭ Tikhonovich Krutikov (Vorónej, 1899 – 1958) fou un arquitecte i artista constructivista rus, conegut per la seva Ciutat voladora. Arxivat 2007-10-14 a Wayback Machine.

## Obres (selecció)
- 1928 - Projecte Ciutat voladora